# Манукян, Абраам Акопович
Абраа́м Ако́пович Манукя́н (арм. Աբրահամ Մանուկյան, 15 ноября 1957, Ереван) — бывший депутат парламента Армении.

## Биография
- 1984—1989 — Ереванский институт народного хозяйства. Экономист.
- 1992—1997 — Ереванский университет «Вардананц». Юрист.
- 1976—1978 — служил в советской армии.
- 1976—1982 — работал обувщиком, складчиком, начальником цеха дома моделей Ереванского обувного ПО «Масис».
- 1982—1983 — заместитель начальника, начальник цеха Ереванского камвольного комбината.
- 1983—1991 — старший контролер, заведующий, директор магазина, с 1991 — заместитель директора по торговой части Ереванской межрайонной универсальной оптовой базы Айкоопа, с 1992 — директор, в 1997—2003 — генеральный директор объединения баз Айкоопа Еревана (ООО «База Эребуни» Айкоопа).
- 2003—2007 — был депутатом парламента. Член постоянной комиссии по государственно-правовым вопросам. Беспартийный.
- С декабря 2007 — заместитель министра здравоохранения Армении.